# Автомагістраль А36 (Франція)
Автомагістраль A36 — платна автомагістраль на північному сході Франції, що сполучає кордон Німеччини з Бургундією. Вона також відома як La Comtoise. Дорога є частиною європейського маршруту E60.

## Особливості
Довідкове посилання[що?]:
- напрямок захід-схід: Безансон — Мюлуз — Страсбург, потім Фрайбург;
- напрямок схід-захід: з Німеччини Мюлуз, потім Ліон — Париж, потім Діжон.

Вона містить три безкоштовні ділянки:

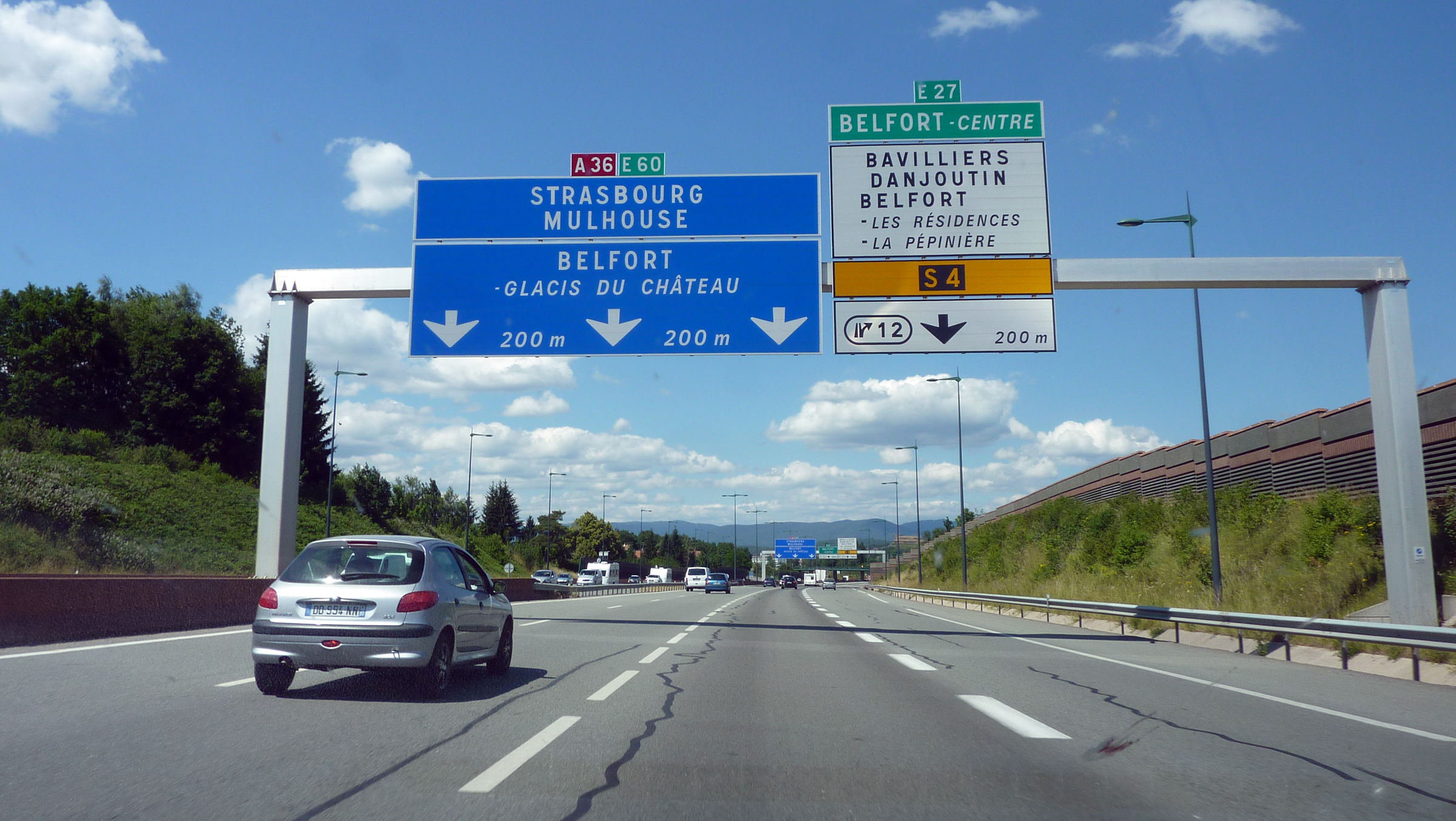
A36 біля Белфорта

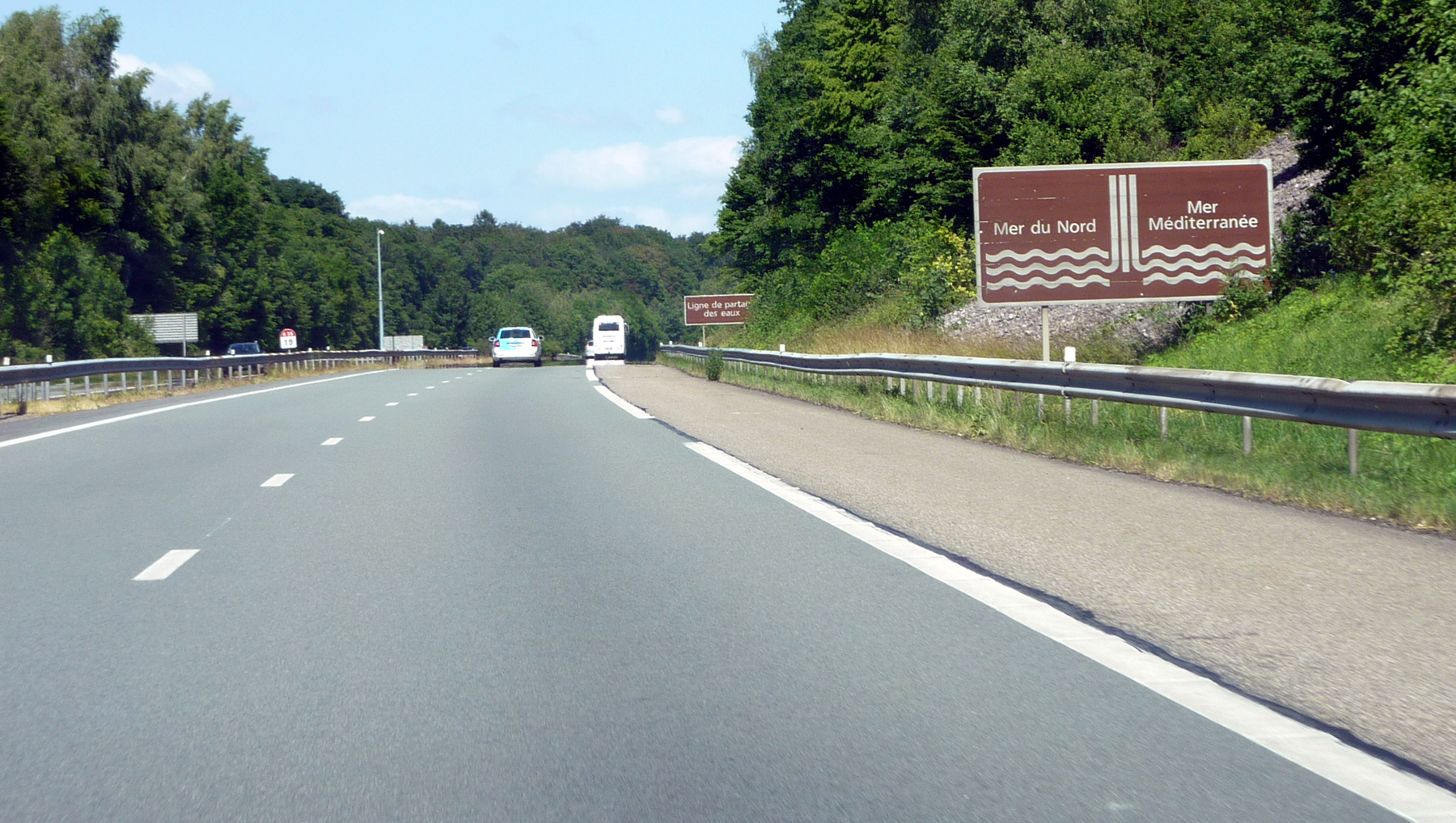
A36 біля Мюлузу

- ділянка громадського обслуговування між Німеччиною та Мюлуз-Захід;
- безкоштовна ділянка між Мюлуз-Захід та Бюрно-ле-Ба;
- безкоштовна ділянка між Бельфор-Північ і Вужаюкур.

На безкоштовна ділянці не стягується плата, але плата передається на наступну (або передує) платну ділянку. Таким чином, користувач, який використовує лише платну частину пільги, штрафується.
Міський перетин Мюлуз делікатний (повністю 2 × 3 смуги), а трафік щільний між Бельфором і Монбельяром (повністю 2 × 3 смуги).
Вона перетинає автомагістраль A35 у Сосгаймі (вісь північ-південь в Ельзасі, що сполучає Лотербур із Сен-Луї, автомагістраль не в концесії) і приєднується до HaFraBa в Німеччині (вісь Гамбург-Франкфурт-Базель) через міст через Великий канал д' Ельзас і міст через Рейн в Оттмарсаймі, обидва зроблені Жаном-Полем Тейссаньє в 1979 році2,3.
У Франш-Конте, в Долі, є сполучення з A39, що сполучає Діжон і Бург-ан-Бресс.